# Nivaagaards Malerisamling
Nivaagaards Malerisamling est un musée d'art privé danois situé à Copenhague, fondé par l'homme d'affaires et philanthrope danois Johannes Hage (1842-1923) qui a mis sa propre collection d'art à la disposition du public.

## Œuvres dans la collection
Le musée compte une impressionnante collection de peintures des époques renaissance et baroque, tant d'Italie que des Pays-Bas (et notamment le seul tableau de Rembrandt au Danemark). Il comporte aussi une non moins exceptionnelle collection de peintures de l'âge d'or danois. Les œuvres les plus importantes du musée sont listées dans l’article Œuvres de la collection de peintures de Nivaagaard (da).

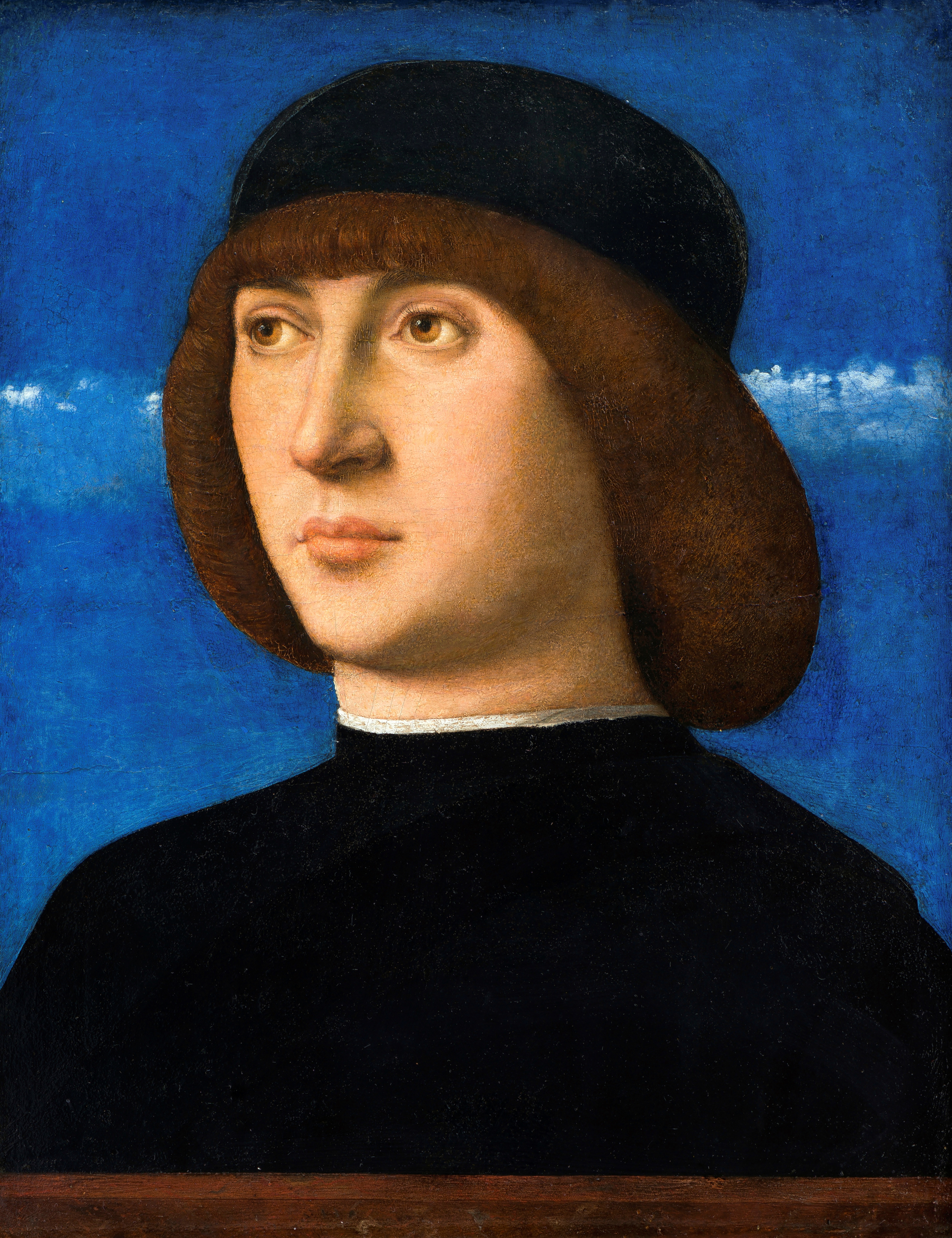
Giovanni Bellini : Portrait d'un jeune homme, vers 1500
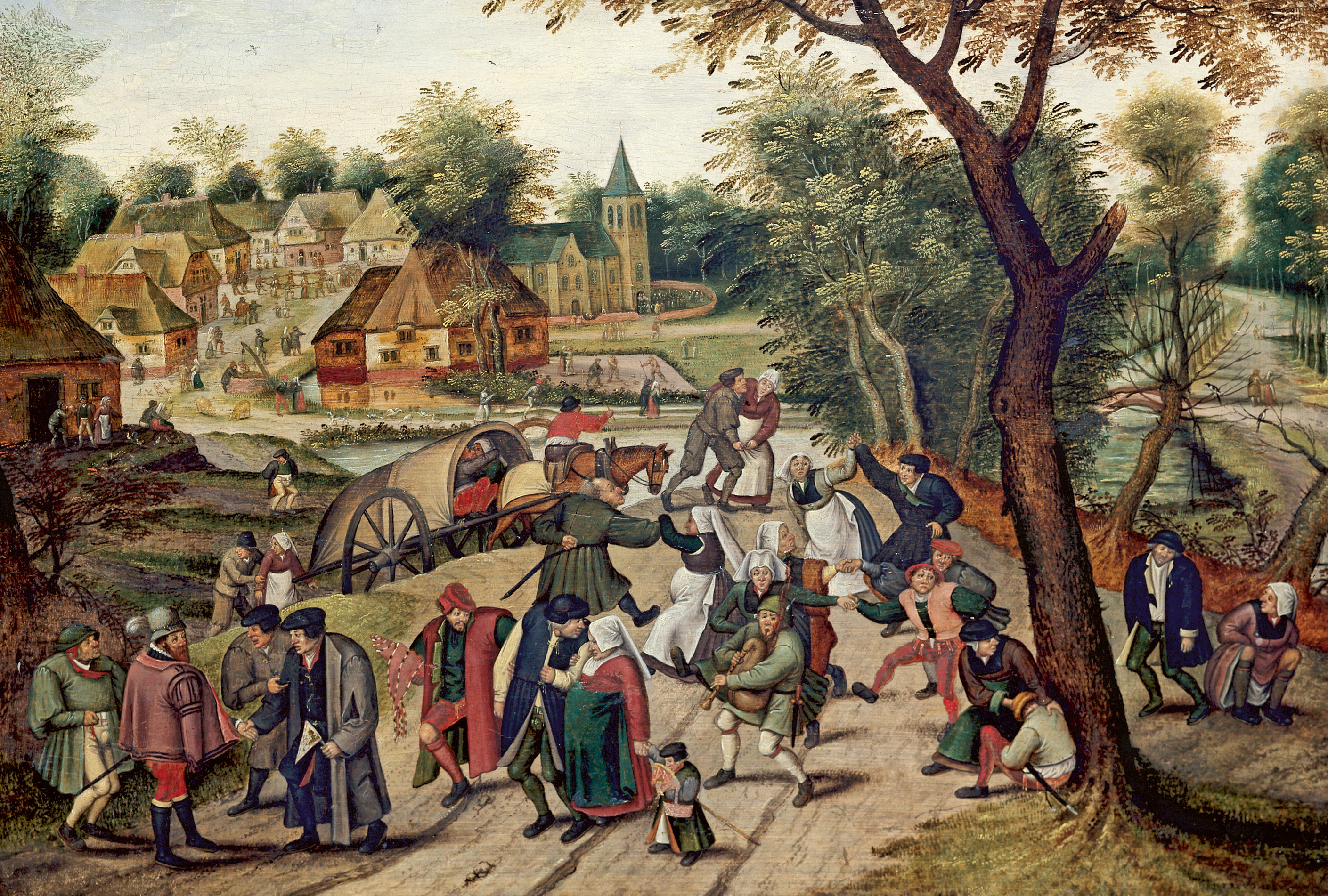
Pieter Brueghel le Jeune : Retour à la maison de la Kermesse, avant 1638
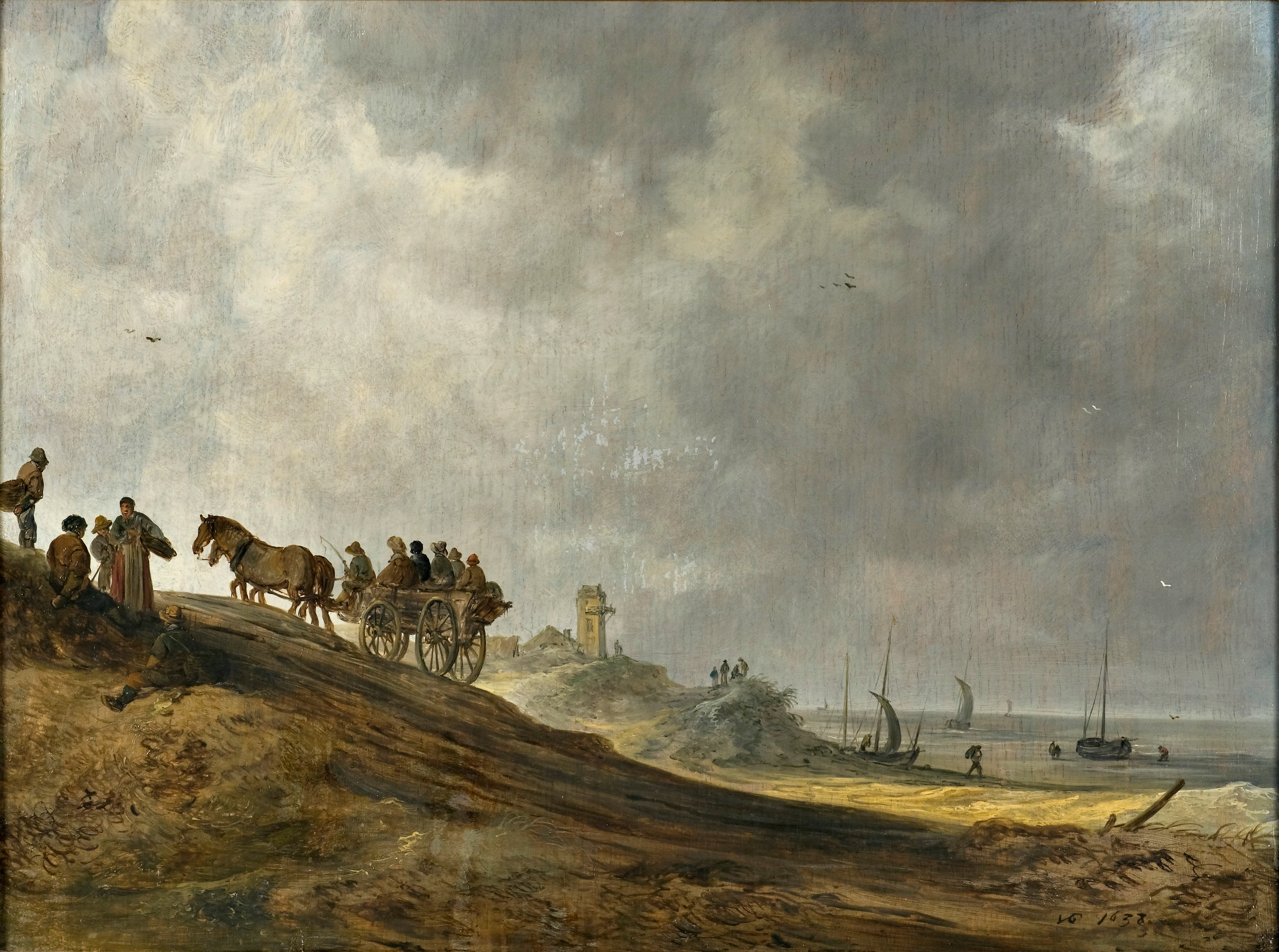
Jan van Goyen : Strandbild, 1638
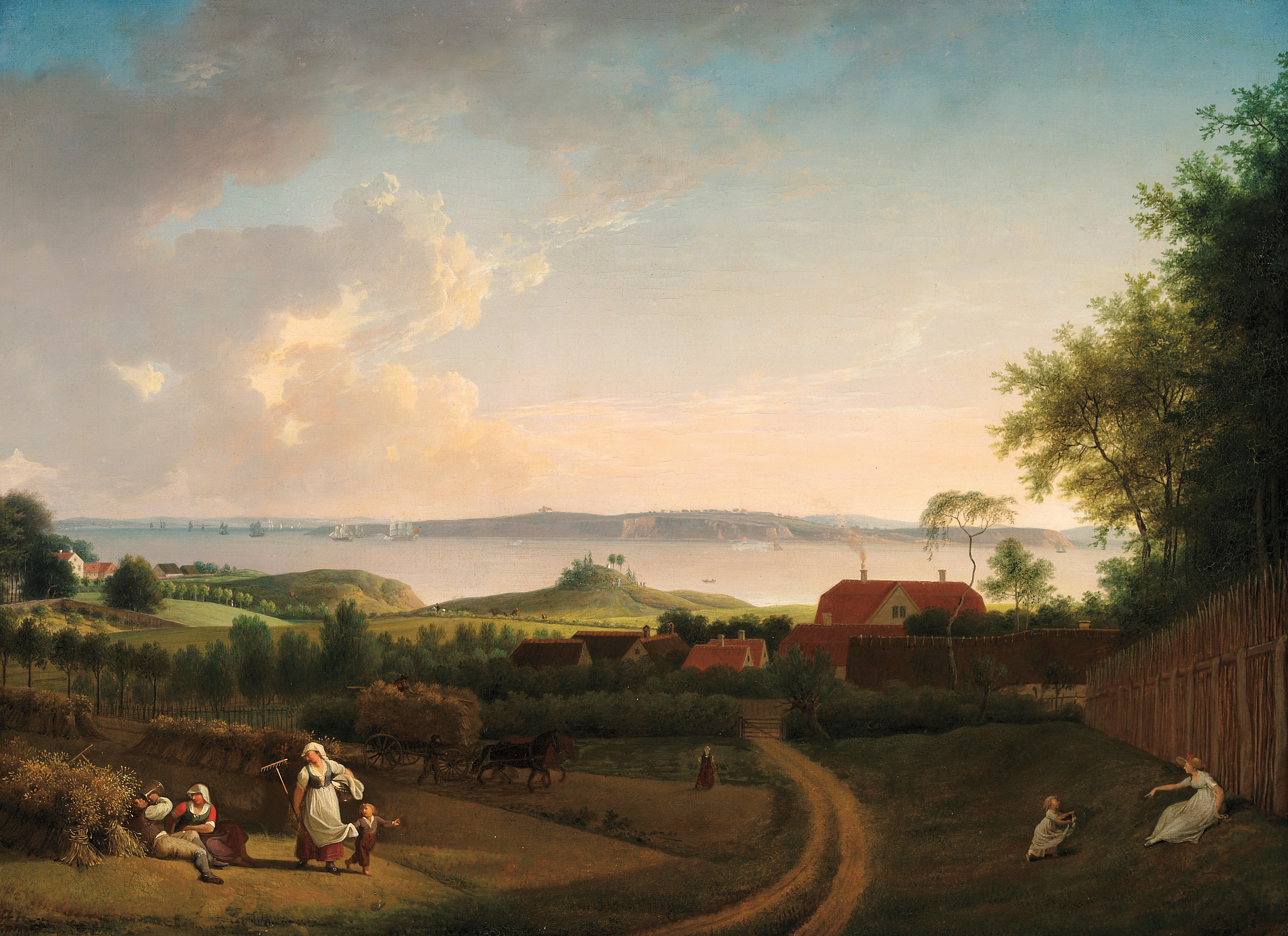
Jens Juel  : Paysage près d'Øresund, vers 1800
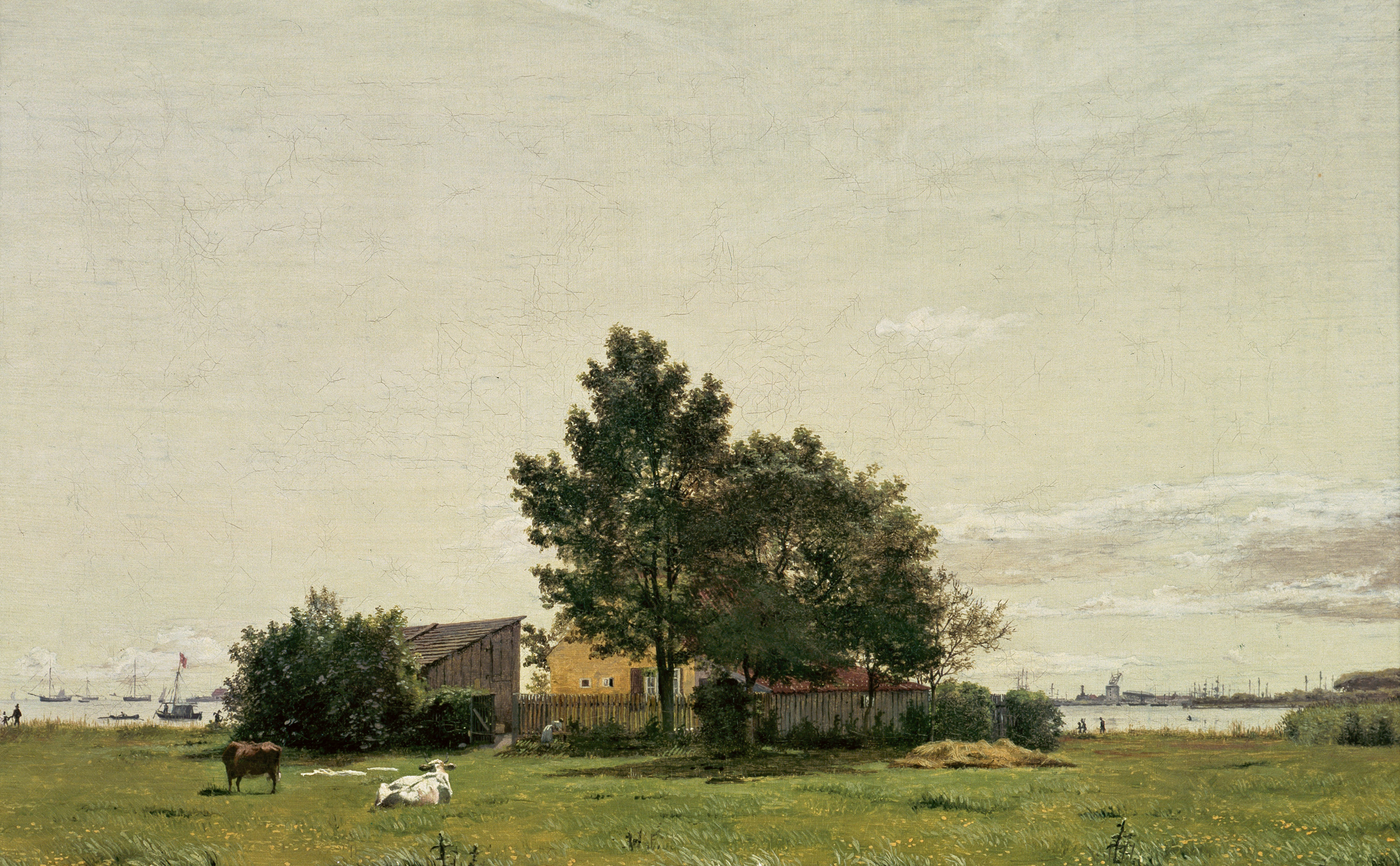
Christen Købke : Vue près de Kalkbrænderiet avec vue sur Copenhague, 1836
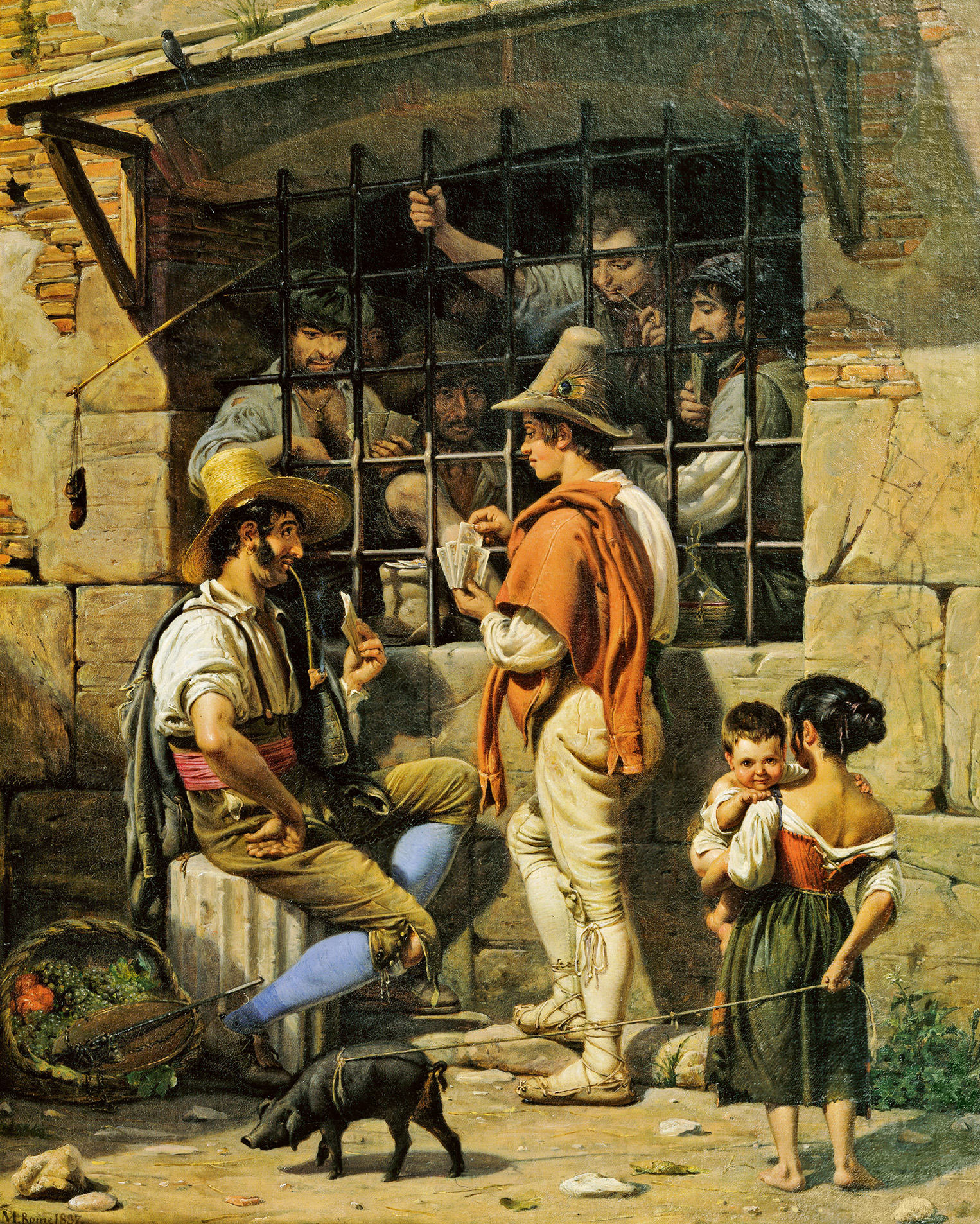
Wilhelm Marstrand : Une scène de prison de Rome, 1837
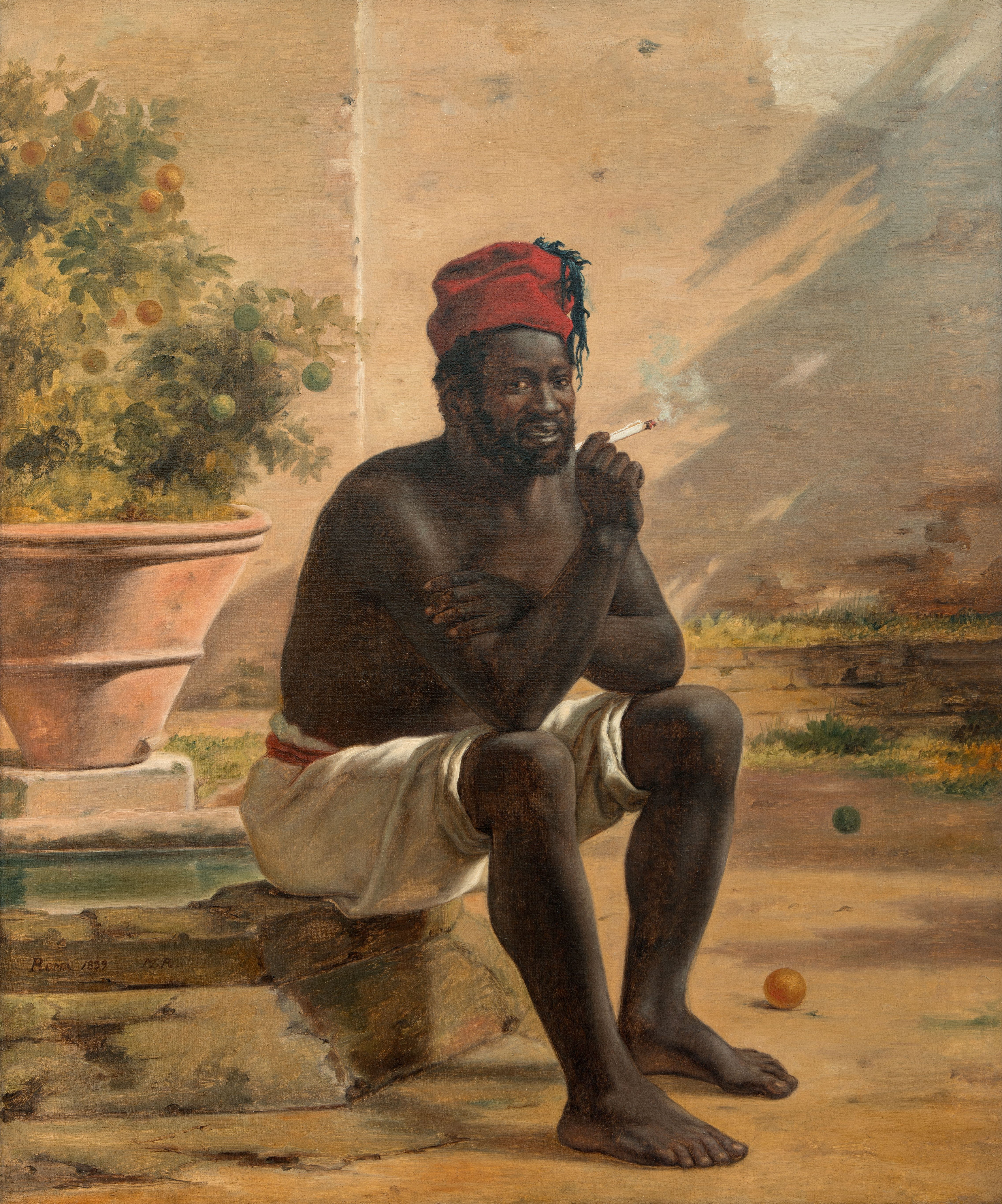
Martinus Rørbye : Nubien assis, 1839
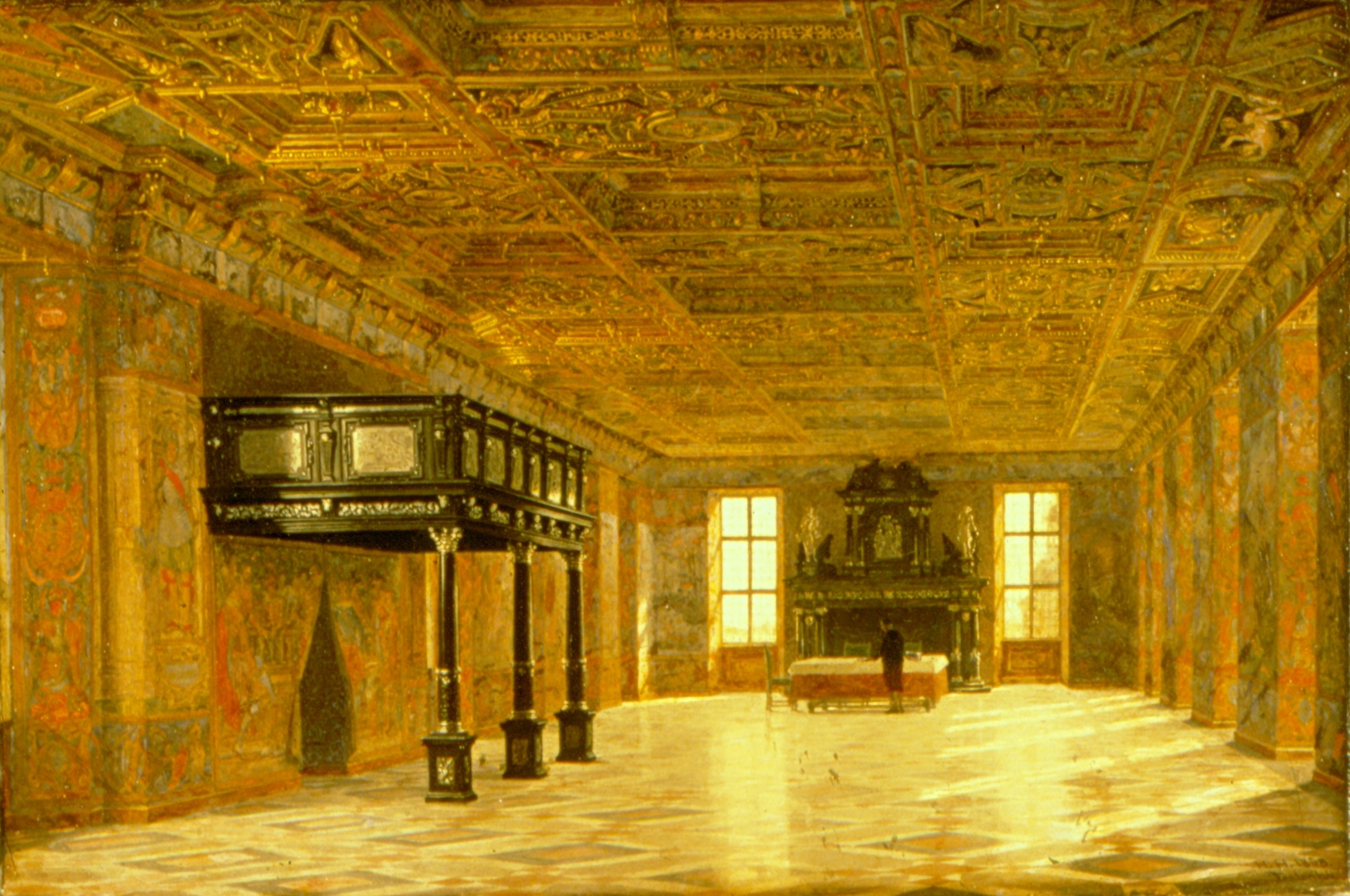
Heinrich Hansen : La salle des chevaliers du château de Frederiksborg, 1859